# Theropogon
Theropogon is een geslacht uit de aspergefamilie. De soort komt voor in Tibet, Yunnan en de Himalaya. Het geslacht telt slecht een soort: Theropogon pallidus.